# Morton Motor Works
Morton Motor Works war ein US-amerikanisches Unternehmen im Bereich des Maschinenbaus und Hersteller von Automobilen.

## Unternehmensgeschichte
Raleigh A. Morton betrieb zusammen mit seinem Partner das Unternehmen als mechanische Werkstätte. Der Sitz war in San José in Kalifornien. 1904 begann die Produktion von Automobilen. Der Markenname lautete Morton. 1905 endete die Produktion. Eine zweite Quelle bestätigt den Produktionszeitraum von 1904 bis 1905 für Personenkraftwagen.
Die Partner trennten sich daraufhin. Knapp war danach weiter in der Automobilbranche tätig. Zunächst gründete er die Knapp Manufacturing Company, stellte aber nur einen Prototyp her. Später war er für die Sunset Automobile Company und die Victory Motor Car Company aktiv.

## Produkte
Zu den Automobilen liegen keine Details vor.
Das Unternehmen fertigte außerdem Ottomotoren und Maschinen für Pumpen.